# Aleksander Porożniuk
Aleksander Porożniuk (ukr. Олександр Миколайович Порожнюк) (ur. 1947) – ukraiński rzeźbiarz, malarz i grafik.
Urodził się w Gruzji. W 1961 r. przyjechał z rodzicami na Ukrainę. W l. 1965–1970 studiował w Lwowskim Instytucie Sztuki Użytkowej i Dekoracyjnej u Dymitra Krwawicza. W latach 1970–2014 mieszkał i pracował w Doniecku.
Porożniuk jest autorem szeregu pomników i rzeźb w Doniecku:
- Pomnik pielęgniarki (1980);
- Pomnik wyzwolicieli Donbasu (1984; wraz z rzeźbiarzem J. Baldinem, architektami W. Kiszkanem i M. Kseniewiczem oraz inżynierem J. Ragorodeckim);
- Pomnik poległych żołnierzy afgańskich podczas sowieckiej interwencji w Afganistanie (1996 r. z architektem J. M. Temkinem);
- Pomnik pracowników organów Ministerstwa Spraw Wewnętrznych (1998 r. z architektem J. P. Olejnikiem);
- Pomnik Temidy w Obwodowym Sądzie Arbitrażowym (1999);
- Pomnik ofiar czystek stalinowskich (2005; z architektem W. Buczkiem);
- Rzeźba Dziewczyna z dzbanem w Parku Szczerbakowa (2007);
- Pomnik konny Aleksandra Newskiego w Europejskim Centrum Administracyjnym (2010);
- Pomnik Jezusa przed kościołem rzymskokatolickim św. Józefa (2011)[1].

Artysta jest również autorem cyklu graficznego poświęconego Holokaustowi (2007), popiersia polskiego kompozytora Konstantego Gorskiego w Katedrze Wniebowzięcia Najświętszej Maryi Panny w Charkowie (2009), rzeźb portretowych Aleksandra Puszkina, Tarasa Szewczenki, Nikołaja Gogola, Mariny Cwietajewej, Gabriela Garcíi Márqueza, Siergieja Prokofiewa, Ludwiga van Beethovena, Władimira Wysockiego. Zdobył III nagrodę w konkursie na pomnik Siergieja Jesienina (2011–2012).
Po zajęciu Donbasu w 2014 r. przez wojska rosyjskie opuścił wraz z rodziną Donieck. W 2016 r. przeprowadził się do Polski na osobiste zaproszenie księdza Andrzeja Gajewskiego i od tego czasu mieszka wraz z żoną Lizą we wsi parafialnej Zielona w powiecie przasnyskim.
Najważniejsze realizacje rzeźbiarskie na terenie Polski (diecezja płocka):
- Figura św. Mateusza Apostoła przy kościele w Zielonej[3];
- Pomnik ks. Jerzego Popiełuszki w Mławie (2018)[4];
- Okno Papieskie przy wejściu do kościoła farnego w Przasnyszu (2021)[5];
- Pomnik Cypriana Kamila Norwida w Opinogórze Górnej (2021)[6].

## Dzieła

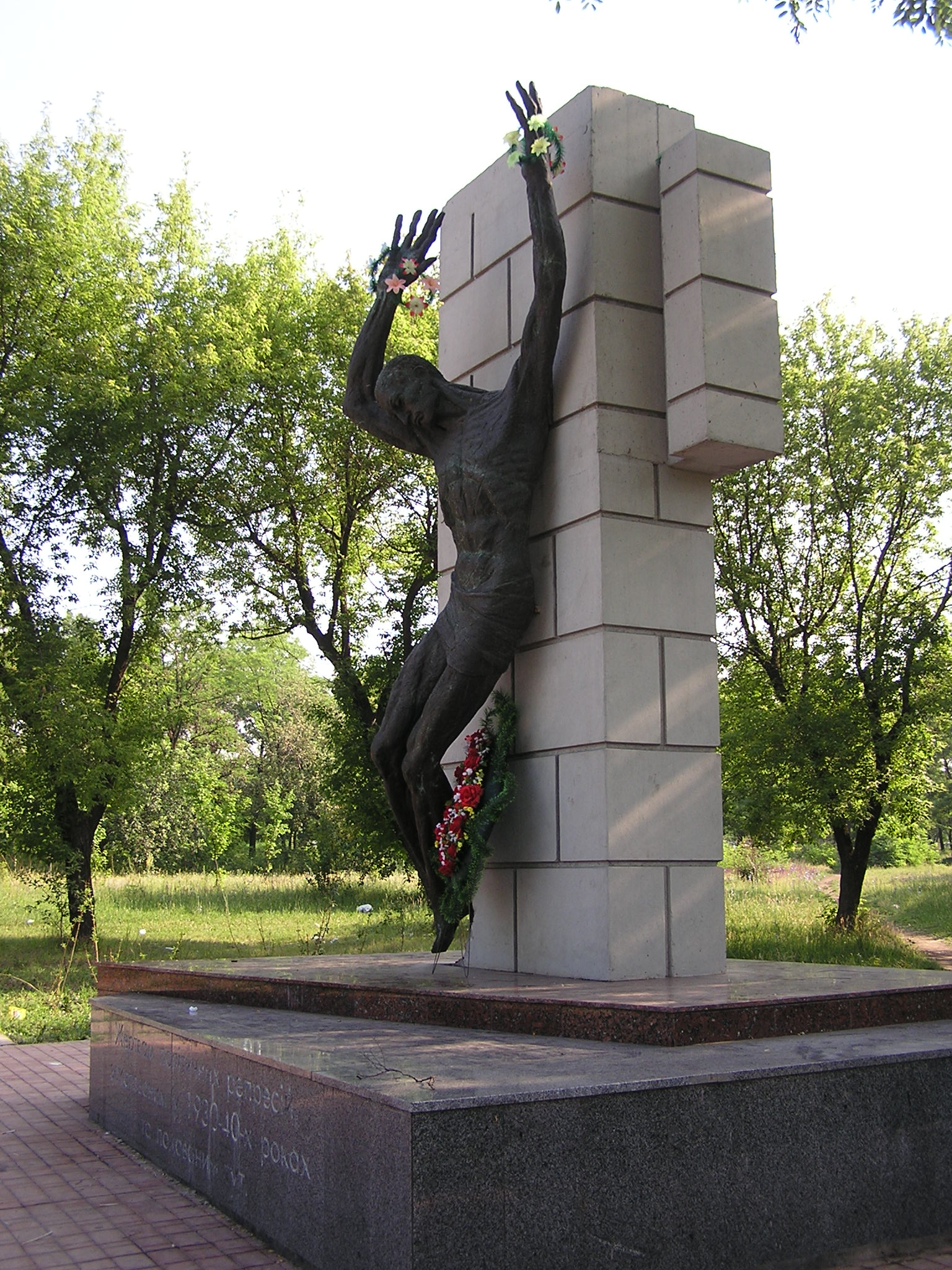
Pomnik ofiar czystek stalinowskich w Doniecku
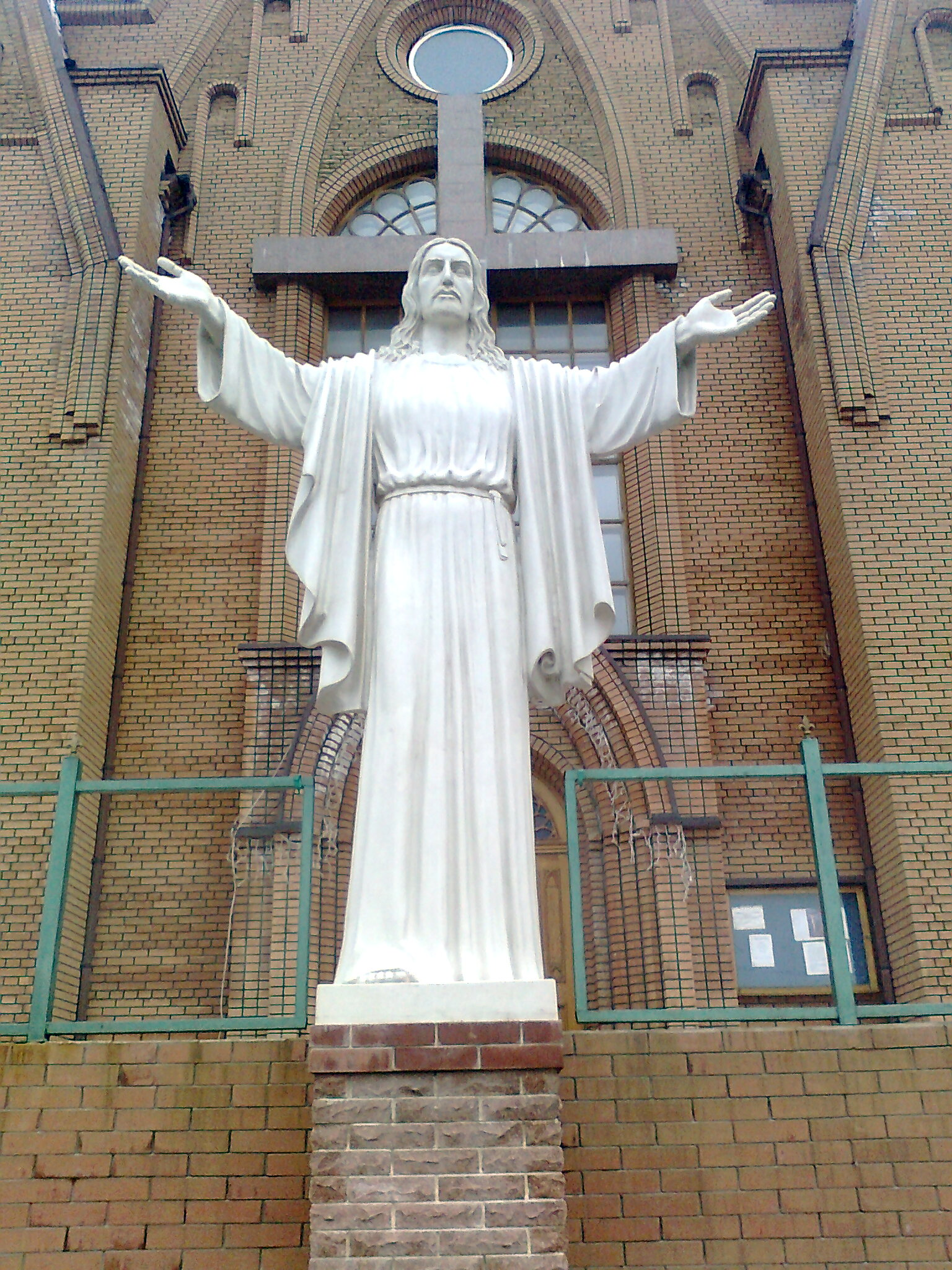
Pomnik Jezusa przed kościołem św. Józefa w Doniecku
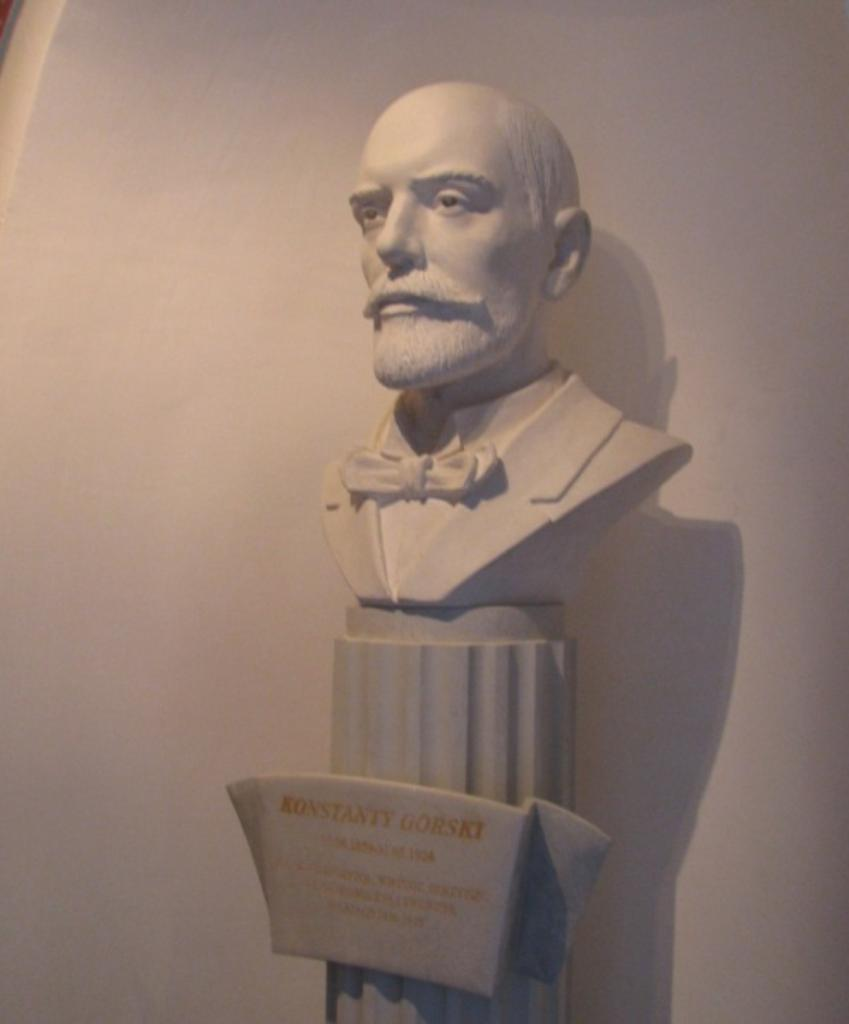
Popiersie Konstantego Gorskiego w Katedrze Wniebowzięcia Najświętszej Maryi Panny w Charkowie
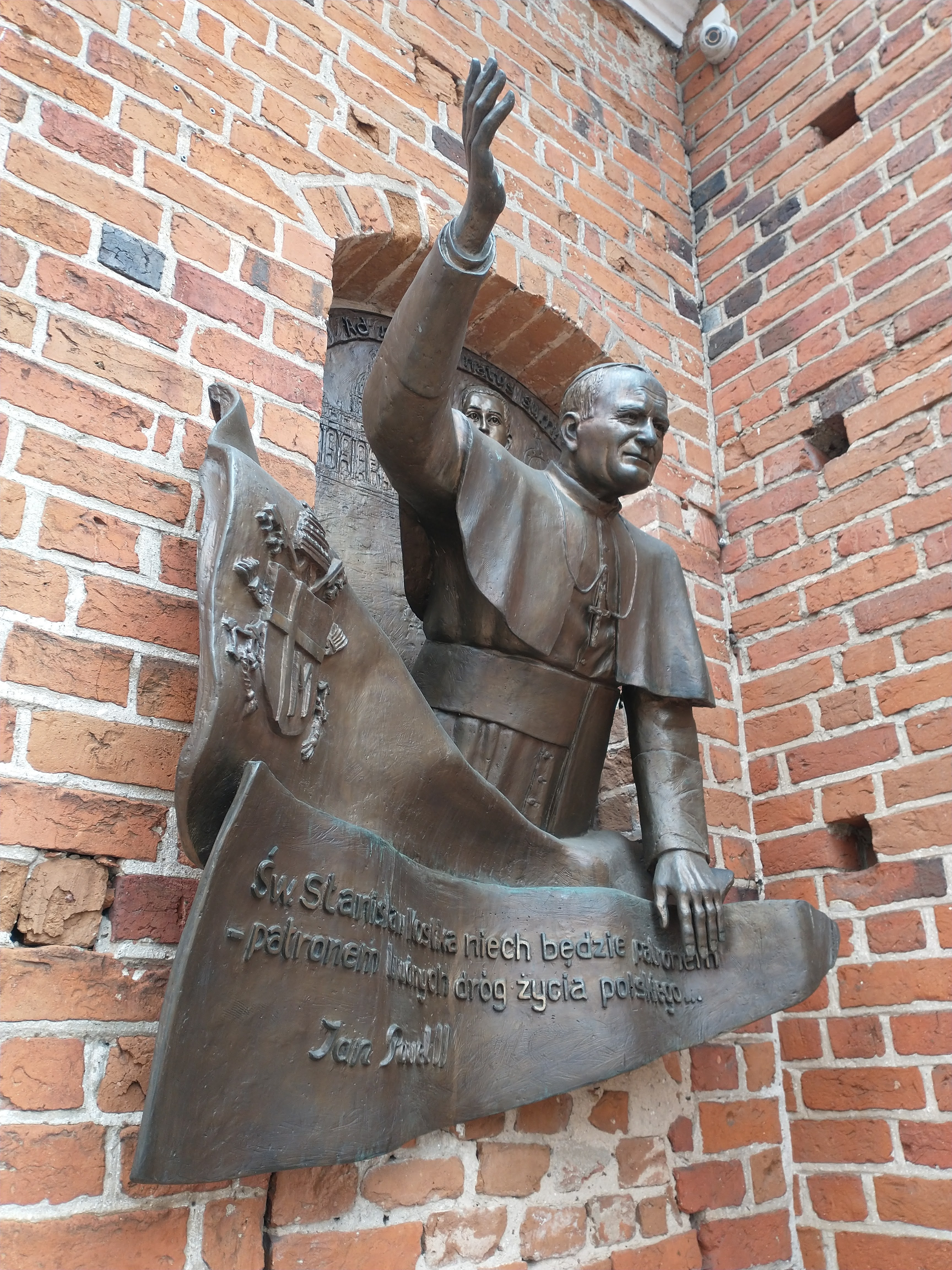
Okno Papieskie na kościele farnym w Przasnyszu